# Voga–Turnovszky-duó
A Voga–Turnovszky-duó humoros és szatirikus dalokat játszó gitár-kettős volt az 1980-as években. Két székesfehérvári tanár, Voga János és Turnovszky Tamás alkotta. Főként popzenei paródiáik révén váltak országosan ismertté.

## A kezdetek
Az 1980-as években főleg kis klubokban, középiskolákban és egyetemeken léptek fel. Dalaikat akusztikus gitárkísérettel, számos humoros improvizáció kíséretében adták elő, gunyoros, groteszk szövegeikben a Kádár-korszak utolsó évtizedének társadalmi és kulturális jellegzetességeit állították pellengérre. A színpadon és időnként dalaikban is Egonnak (Turnovszky), illetve Sanyinak (Voga) szólították egymást. Az 1988-ig monopolhelyzetű Hungaroton lemezkiadó egyik tagja, Boros Lajos fantáziát látott a zenekarban, majd első kislemezük 1983-ban jelent meg, egyik oldalán egy aktuális magyar popslágerek paródiáiból készült egyveleggel ("Sztárok 45-ön 83-ban"), másik oldalán egy saját dallal ("Nehéz a szívem, de könnyű a marmonkanna"). Paródiáikat elsősorban a korabeli népszerű rádióműsor, a B. Tóth László vezette Poptarisznya tette népszerűvé. Ettől kezdve 1984-1986 között évente kiadtak egy kislemezt egy-egy paródia-egyveleggel és egy saját dallal, valamint állandó szereplői voltak a szilveszteri műsoroknak, ahol bemutatásra került videóklipjük a paródiák összeállításából.

## 1986-1991
Első saját nagylemezük 1986-ban jelent meg Egy fejjel kisebb vagyok címmel, kizárólag saját dalokkal, túlnyomórészt gitáralapú kísérettel, időnként szintetizátorok felhasználásával. Ezt követte az 1988-as Popparódiák 1983–1987, melynek A oldalán kiadták a korábban kislemezen megjelent paródiákat, a B oldalán pedig saját dalokat és egy újabb paródia-egyveleget helyeztek el. Ehhez a paródiához már videóklip is készült. A sikeres receptet követték 1989-ben is, amikor az 1988-as év paródiája mellett saját dalokat adtak ki, 1990-es Néger a jégen c. albumukon már külföldi slágerekből is készítettek paródiát. 1987-es albumuktól kezdve saját dalaikban is többnyire szintetizátorral kísérték magukat. Paródiáik olyan népszerűek voltak, hogy szinte presztízskérdés volt egy együttesnek, hogy a VT-duó parodizálta-e őket (eltekintve attól, hogy a kifigurázás néha jobban sikerült, mint az eredeti).
Közben 1988 és 1990 között Gémes trió néven kiadtak négy lakodalmas rock nagylemezt. Ezekkel óriási sikereket értek el, bár senki nem tudta, kik állnak a név mögött, mert a lemezborítóra megtévesztő arcokat tettek fel fiktív bibliográfiával.

## A megszűnés
A duó utolsó nagylemeze 1991-ben jelent meg Ez az ötödik lemez! címmel, végül Turnovszky kilépésével még ebben az évben feloszlottak. Voga János a 2000-es években a hajdani Sláger Rádió Bumeráng című reggeli műsorában vált ismét országosan ismert médiaszemélyiséggé.

## Diszkográfia

### Kislemezek
| A oldal               | B oldal                                           | Katalógus szám | Label  | Év   |
| --------------------- | ------------------------------------------------- | -------------- | ------ | ---- |
| Sztárok 45-ön         | Nehéz a szívem, de könnyű a marmonkanna           | SPS 70617      | Bravo  | 1984 |
| Sztárok 45-ön II      | Fázik a beton a talpam alatt                      | SPS 70666      | Bravo  | 1985 |
| Sztárok 45-ön '85-ben | Sztárok 45-ön '85-ben                             | SPS 70695      | Bravo  | 1986 |
| Sztárok 45-ön '86-ban | Sztárok 45-ön '86-ban (Az A oldal zenei kísérete) | SPS 70695      | Pepita | 1987 |

### Stúdióalbumok
| Album cím                | Formátum   | Katalógusszám | Label | Év   |
| ------------------------ | ---------- | ------------- | ----- | ---- |
| Egy fejjel kisebb vagyok | LP, MC     | SLPM 17695    | Bravo | 1986 |
| Popparódiák 1983–1987    | LP, MC     | SLPM 37015    | Bravo | 1988 |
| Pop + Paródia            | LP, MC     | SLPM 37199    | Bravo | 1989 |
| Néger a jégen            | LP, MC, CD | SLPM 37318    | Bravo | 1990 |
| Ez az ötödik nagylemez!  | LP, MC     | MMC 9121      | MMC   | 1991 |